# 王立造船所 (バルセロナ)

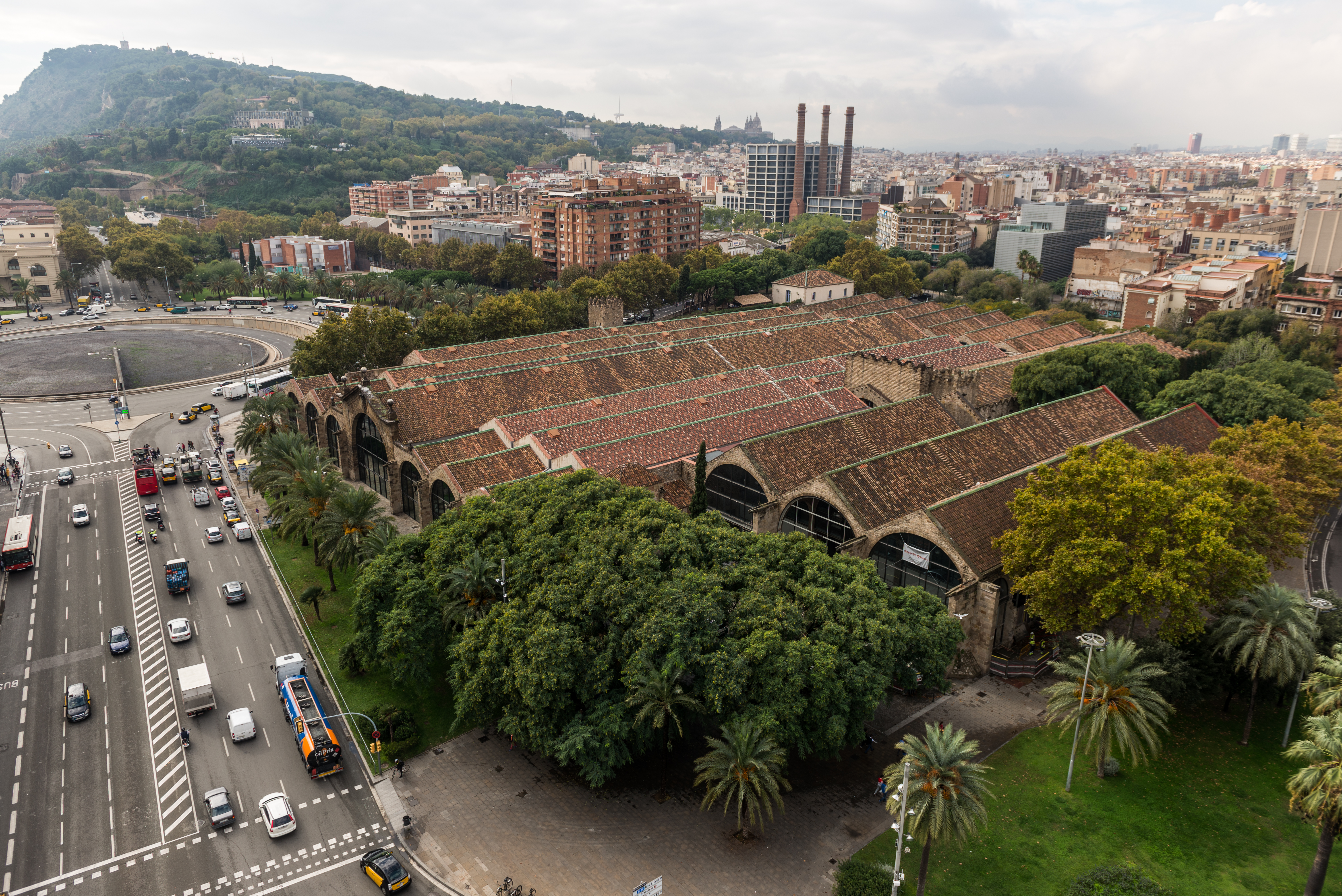
旧王立造船所

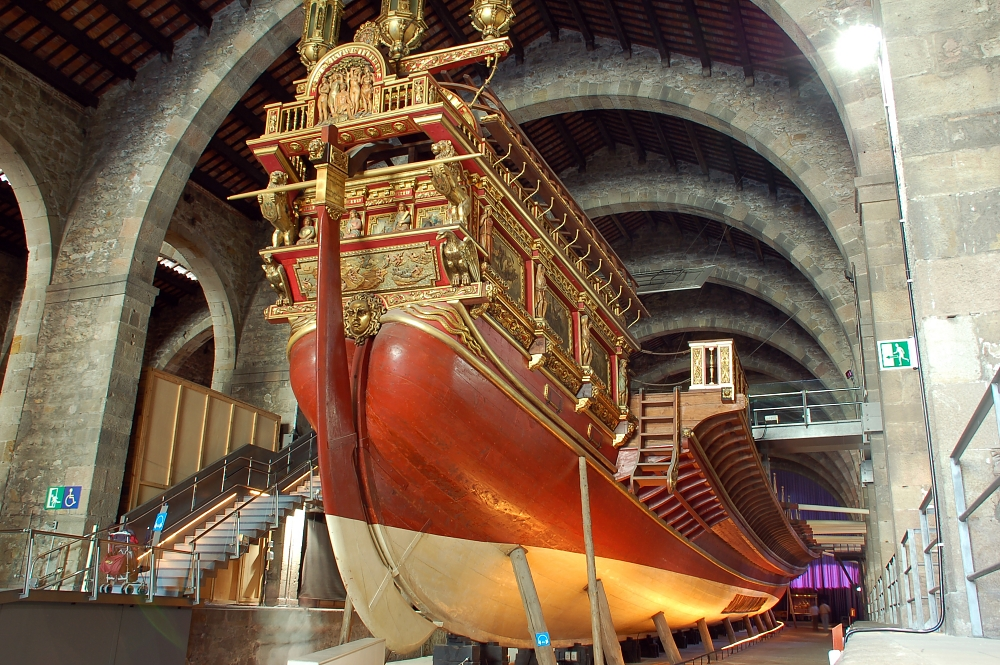
博物館内に展示されているガレーラ・レアルの模型

王立造船所（おうりつぞうせんじょ、カタルーニャ語: Drassanes Reials de Barcelona, スペイン語: Atarazanas Reales de Barcelona）は、バルセロナ伯ペラ2世（アラゴン王としてはペドロ3世）時代の13世紀後半からバルセロナに建設された、ゴシック様式建築。
王立造船所が建つ以前から、レゴミル城壁に接する場所には既に古い造船所があったと伝えられている。マジョルカ王国及びバレンシア遠征さなかの1243年、当時のバルセロナ伯ジャウマ1世（アラゴン王ハイメ1世）が、さらに西よりの場所に新たな造船所建設を命じた。14世紀に新たな城壁が建設されてから、ムンジュイックの丘のふもとにある工廠が唯一バルセロナで使用可能であった。
王立造船所が設置されてから、アラゴン王国海軍用にガレー船が建造された。アルフォンソ5世時代が最も活気に満ち、1423年当時12隻のガレー船が造られた。1571年にはこの造船所で、レパントの海戦においてドン・フアン・デ・アウストリアが乗船したガレーラ・レアル（Galera Real）がつくられた。1714年、スペイン継承戦争でブルボン家側が勝利したことで、フェリペ5世は造船機能をすべてカルタヘナ工廠へ移管させた。スペイン軍の管理下に入ると兵舎が建設され、1935年までは武器庫があった。バルセロナ市へ跡地と建物が譲渡されると、1941年1月に海洋博物館（es）として公開された。